# Lasiopleura coenosioides
Lasiopleura coenosioides är en tvåvingeart som beskrevs av Frey 1923. Lasiopleura coenosioides ingår i släktet Lasiopleura och familjen fritflugor. Inga underarter finns listade i Catalogue of Life.